# Pyrellina garmsi
Pyrellina garmsi är en tvåvingeart som först beskrevs av Zielke 1971.  Pyrellina garmsi ingår i släktet Pyrellina och familjen husflugor.
Artens utbredningsområde är Liberia. Inga underarter finns listade i Catalogue of Life.